# Emanuele Gerada
Emanuele Gerada (* 18. Mai 1920 in Żejtun, Malta; † 21. Januar 2011 in Msida, Malta) war ein Diplomat des Heiligen Stuhls.

## Leben
Emanuele Gerada studierte nach dem Besuch des Lyceums Theologie und Philosophie am Priesterseminar in Malta und an der Universität Malta. Am 1. August 1943 empfing er durch den Weihbischof von Malta, Emanuel Galea, die Priesterweihe. 1944 absolvierte er ein Nachdiplomstudium an der University of Nottingham. 1952 wurde er an der Päpstlichen Universität Gregoriana in Kirchenrecht promoviert. Er trat in den  diplomatischen Dienst des Heiligen Stuhls ein und erhielt eine Ausbildung an der Pontificia Accademia Ecclesiastica in Rom. 1952 wurde er Attaché an der Apostolischen Internunciatur in Ägypten. 1953 wurde Emanuele Gerada privater Kammerherr von Papst Pius XII. 1956 wechselte er als Sekretär an die Apostolische Internuntiatur in Indien, kurz darauf aufgrund des Todes des Nuntius als Sekretär und Geschäftsträger der Nuntiatur in Dublin. Von 1960 bis 1964 war er Prüfer der Nuntiatur und Geschäftsträger in Tokio, danach Mitglied der Apostolischen Delegation in Mexiko. 1965 wurde Gerada Berater der Nuntiatur und inländischer Prälat von Papst Paul VI.; 1966 erfolgte die Bestellung zum Geschäftsträger der Nuntiatur in Kigali, Ruanda.
Papst Paul VI. ernannte ihn am 15. Februar 1967 zum Titularbischof von Nomentum und zum Weihbischof in Malta. Der Erzbischof von Malta, Michael Gonzi, spendete ihm am 18. Juni 1967 die Bischofsweihe; Mitkonsekratoren waren Emanuel Galea, Weihbischof in Malta, und Patrick Joseph Dunne, Weihbischof in Dublin. Zur Unterstützung Gonzis wurde Gerada am 6. April 1968 zum Koadjutorerzbischof von Malta ernannt. Gerada trug maßgeblich zur Beilegung des Streites zwischen der katholischen Kirche und der Malta Labour Party in den 1960er Jahren bei. Sein Vermittlungsvorschlag am Karfreitag des Jahres 1969 beendete den Konflikt zwischen dem damaligen Ministerpräsidenten Dom Mintoff und Erzbischof Gonzi.
Am 8. November 1973 wurde Gerada zum Titularerzbischof pro hac vice von Nomentum erhoben und zum Apostolischen Nuntius in El Salvador und Guatemala ernannt. In El Salvador war ihm vor allem daran gelegen, die guten Beziehungen des Heiligen Stuhles zu den Herrschenden nicht zu gefährden. Er befürwortete die Beförderung Romeros vom Bischof von Santiago de María zum Erzbischof von San Salvador. Dass Romero sich nach der Ermordung des Jesuiten Rutilio Grande entschieden und öffentlich für die Wahrung der Menschenrechte einsetzte, missbilligte er. So geriet er in die Konfrontation zwischen Óscar Romero einerseits und der Kirchenleitung sowie Mehrheit der salvadorianischen Bischöfe andererseits.
Am 15. Oktober 1980 wurde Gerada zum Apostolischen Pro-Nuntius in Pakistan ernannt. Papst Johannes Paul II. ernannte ihn am 4. Februar 1989 zum Apostolischen Nuntius in Irland. Am 17. Oktober 1995 nahm Johannes Paul II. seinen altersbedingten Rücktritt an, woraufhin Gerada seinen Altersruhesitz in Malta nahm. Er verstarb im Mater Dei Hospital in Msida und wurde im Familiengrab in Żejtun beigesetzt.
Emanuele Gerada war Großprior des Ritterordens vom Heiligen Grab zu Jerusalem in Malta.